# Tord Bonde (1614–1693)
Tord Jönsson Bonde, född 11 juli 1614 i Vinslövs församling, död 12 februari 1693, var en svensk godsägare och assessor.

## Biografi
Tord Jönsson Bonde föddes 1614 på Oretorp i Vinslövs socken. Han var son till landshövdingen Jöns Bonde och Helena Daa. Bonde blev 2 juni 1658 assessor i Göta hovrätt och tog avsked 4 mars 1679. Han avled 1693.

### Egendom
Bonde ägde gårdarna Stensholm i Rackeby socken, Sund i By socken, Agnhammar i Grums socken, Segemon i Eds socken, Apelås i Gösslunda socken och Öredal i Hangelösa socken.

### Familj
Bonde gifte sig 23 januari 1648 med Märta Ekeblad (död 1702), dotter till översten Göran Ekeblad och Märta Anckar. De fick tillsammans barnen Jöns Bonde (1648–1649), Göran Bonde (1649–1650), Anna Beata Bonde (född 1651) som var gift med överstelöjtnanten Gustaf Sperling, Helena Bonde (1652–1677) som var gift med majoren Hans Soop, Märta Cecilia Bonde (1653–1720) som var gift med överstelöjtnanten Henrik Reuter af Skälboö, Christina Bonde (1655–1655), Agneta Maria Bonde (1656–1722) som var gift med kaptenen Åke Soop, Tord Bonde (1658–1660), ryttmästaren Carl Gustaf Bonde (1659–1716) vid Livregementet till häst, Elisabet Bonde (1661–1731) som var gift med ryttmästaren Erik Drakenberg, kaptenen Johan Bonde (1663–1695) och överstelöjtnanten Claes Bonde (1664–1705) vid Östgöta kavalleriregemente.